# انتقال سبک با شبکه‌های عصبی
انتقال سبک با شبکه‌های عصبی (NST) به مجموعه‌ای از الگوریتم‌های نرم‌افزاری گفته می‌شود که تصاویر دیجیتال یا ویدیوها را به گونه‌ای دستکاری می‌کنند تا ظاهر یا سبک بصری تصویر دیگری را به خود بگیرند. الگوریتم‌های NST با استفاده از شبکه‌های عصبی عمیق برای تبدیل تصویر عمل می‌کنند. کاربردهای رایج برای NST شامل ایجاد آثار هنری مصنوعی از عکس‌ها است، به عنوان مثال با انتقال ظاهر نقاشی‌های معروف به عکس‌های ارائه شده توسط کاربران.

## تاریخچه
انتقال سبک با شبکه‌های عصبی بر پایه کارهای انجام شده توسط گاتیس و همکاران در سال 2016 شکل گرفت. این الگوریتم‌ها از شبکه‌های عصبی پیچشی (CNN) برای جدا کردن محتوا و سبک تصاویر استفاده می‌کنند. با استفاده از ماتریس گرام، می‌توان محتوا و سبک را از یکدیگر جدا کرد و به عنوان تابع خطا برای یک شبکه تولید کننده استفاده کرد.

## چگونگی کارکرد
هدف از انتقال سبک با شبکه‌های عصبی این است که به مدل یادگیری عمیق امکان تمایز بین نمایش‌های سبک و تصویر محتوا را بدهد. NST از یک شبکه عصبی پیچشی آموزش دیده با توابع خطای اضافه شده برای انتقال سبک از یک تصویر به تصویر دیگر و تولید تصویر جدید با ویژگی‌های مورد نظر استفاده می‌کند.

## کاربردها
انتقال سبک با شبکه‌های عصبی در زمینه‌های مختلفی مانند ویرایش عکس‌ها، طراحی، تولید محتوا و توسعه ابزارهای خلاقانه کاربرد دارد. برنامه‌های موبایل معروفی مانند DeepArt و Prisma از تکنیک‌های NST برای این منظور استفاده می‌کنند.

## مروری بر الگوریتم‌های موجود
الگوریتم‌های موجود برای انتقال سبک با شبکه‌های عصبی در طول زمان توسعه یافته‌اند. در سال 2017، گوگل AI روشی معرفی کرد که به یک شبکه عصبی پیچشی انتقال سبک عمیق اجازه می‌دهد تا همزمان چندین سبک را یاد بگیرد. این الگوریتم به تداخل سبک در زمان واقعی اجازه می‌دهد، حتی زمانی که بر روی مدیای ویدیویی انجام می‌شود.

## نتیجه‌گیری
انتقال سبک با شبکه‌های عصبی یک روش قدرتمند و جذاب برای ایجاد آثار هنری مصنوعی از تصاویر است. با استفاده از این تکنیک، می‌توان ظاهر یا سبک بصری یک تصویر را به تصویر دیگری منتقل کرد. این روش در زمینه‌های مختلفی از جمله ویرایش عکس‌ها، طراحی و توسعه ابزارهای خلاقانه کاربرد دارد.